# Federica Haumüller
Federica Haumüller (née le 5 décembre 1972) est une joueuse de tennis argentine, professionnelle à la fin des années 1980 et début 1990.
Elle a remporté un tournoi WTA en simple pendant sa carrière.

## Palmarès

### Titre en simple dames
| No | Date       | Nom et lieu du tournoi      | Catégorie | Dotation | Surface    | Finaliste         | Score    |          |
| -- | ---------- | --------------------------- | --------- | -------- | ---------- | ----------------- | -------- | -------- |
| 1  | 11/12/1989 | The Rainha Classic, Guarujá | Tier V    | 75 000 $ | Dur (ext.) | Patricia Tarabini | 7-6, 6-4 | Parcours |

### Finale en simple dames
Aucune

## Parcours en Grand Chelem

### En simple dames
| Année | Open d'Australie | Open d'Australie | Internationaux de France | Internationaux de France | Wimbledon | Wimbledon | US Open         | US Open             |
| 1990  | -                | -                | 1er tour (1/64)          | Sophie Amiach            | -         | -         | 1er tour (1/64) | Martina Navrátilová |

À droite du résultat, l’ultime adversaire.

### En double dames
N'a jamais participé à un tableau final.

## Classements WTA

### En simple
| Année | 1988 | 1989 | 1990 | 1991 |
| Rang  | 418  | 107  | 129  | 336  |

Source : (en) « Classements de Federica Haumüller », sur le site officiel du WTA Tour

### En double
| Année | 1989 | 1990 |
| Rang  | 188  | 255  |

Source : (en) « Classements de Federica Haumüller », sur le site officiel du WTA Tour